# Manuel Rodrigues de Arzão
Manuel Rodrigues de Arzão (São Paulo, c. 1617, — c. 1700) foi um sertanista brasileiro.
Em 1642 casou com Maria Afonso de Azevedo, filha de João Peres Cañamares. 
Capitão e administrador da aldeia de índios do Real Padroado de Barueri, em 5 de outubro de 1671; capitão de infantaria da ordenança da vila de São Paulo em 6 de outubro de 1677. Foi grande sertanista, fazendo uma entrada em 1662  que talvez tenha palmilhado o célebre sertão dos Cataguases.
Silva Leme descreve sua famíia em sua «Genealogia Paulistana», volume VII , página  316: era filho de Cornélio de Arzão, dito «o flamengo», e de Elvira Rodrigues.
Está sepultado, juntamente com outros sertanistas, no subsolo da Igreja das Chagas do Seráfico Pai São Francisco, no Largo de São Francisco, em São Paulo.